# 寝屋川市立南小学校
寝屋川市立南小学校（ねやがわしりつ みなみしょうがっこう）は、大阪府寝屋川市下木田町にある公立小学校。寝屋川市では、1番歴史の古い小学校である。

## 沿革
明治時代初期に当時の讃良郡堀溝村（町村制施行で寝屋川村、郡制施行で北河内郡）に開設された堀溝郷学校に起源を持つ。寝屋川市で最初に設置された小学校でもある。
堀溝郷学校は当時の讃良郡19か村（現在の寝屋川市から四條畷市にかけての一帯にあたる）を校区とし、地域内に複数の分校が設置されていた。現在の寝屋川市立東小学校・四條畷市立四條畷小学校・四條畷市立田原小学校は、いずれも堀溝郷学校の分校を起源としている。
当時の寝屋川村にあったことから、校名は長い間寝屋川小学校と名乗っていた。その後寝屋川村と周辺の村が合併して寝屋川町が発足した際、新たな寝屋川町には複数の小学校があったことから南小学校と改称している。
1960年代後半には児童数が急増し、従来の校区の一部を周辺の新設校へ分離している。
以前は寝屋川市立第七中学校の場所に校舎を設置していたが、1973年（昭和48年）に第七中学校と学校敷地を入れ替える形で、旧第七中学校敷地の現在地に移転した。

### 年表
- 1872年6月15日 - 河内国讃良郡第三大学区二小区堀溝郷学校として創立。
- 1873年5月10日 - 学制発布により、第三大学区十八中学区堺県河内国第五十八番小学校（堀溝小学校）と称する。
- 1887年 - 讃良郡寝屋川尋常小学校と改称。
- 1896年 - 郡の合併により、北河内郡寝屋川尋常小学校と称する。
- 1913年4月1日 - 高等科併設。北河内郡寝屋川尋常高等小学校と改称。
- 1941年4月1日 - 国民学校令により、北河内郡寝屋川国民学校と改称。
- 1944年4月1日 - 寝屋川村などが合併で寝屋川町となったことに伴い、北河内郡寝屋川南国民学校と改称。
- 1947年4月1日 - 学制改革により、寝屋川町立南小学校と改称。
- 1951年5月3日 - 寝屋川市の市制施行により、寝屋川市立南小学校と改称。
- 1969年4月1日 - 寝屋川市立木田小学校を分離。
- 1970年4月1日 - 寝屋川市立堀溝小学校を分離。
- 1973年4月1日 - 現在地に移転。
- 1988年4月1日 - 養護学級を設置。

## 関係者
- 秋山好古 - 陸軍大将、元同校教員。

## 通学区域
- 寝屋川市 萱島東1丁目（一部）、萱島東2丁目・3丁目、萱島本町、萱島南町、讃良西町、 讃良東町、下木田町（一部）、新家1丁目・2丁目、大成町（一部）、南水苑町。

卒業生は基本的に寝屋川市立第七中学校に進学する。

## 交通
- 京阪本線 萱島駅 東へ約1.3km。